# 79333 Юсаку
79333 Юсаку (79333 Yusaku) — астероїд головного поясу, відкритий 5 жовтня 1996 року.
Тіссеранів параметр щодо Юпітера — 3,284.
Названо на честь японського актора Мацуди Юсаку (яп. まつだ ゆうさく(松田 優作) мацуда ю:саку, 1949 — 1989).